# Port de Cabús
Port de Cabús (dài 2302 m) Là một con đèo ở dãy núi Pyrenees tại biên giới Andorran - Tây Ban Nha nối giáo xứ La Massana với Alins. Con đường được lát nhựa ở phía Andorra, nhưng không phải ở phía Tây Ban Nha.
Con đèo có một điểm bất thường về mặt pháp lý là tại đó không có sự kiểm soát biên giới, mặc dù nó tạo thành biên giới bên ngoài của Khu vực Schengen, nơi thường có công tác kiểm tra hộ chiếu chặt chẽ.